# Iranian Aluminium Company
Iranian Aluminium Company (IRALCO) ist ein iranischer Aluminiumhersteller mit Sitz in Arak. 
Es ist der größte Aluminiumproduzent im Iran. Die Anlage in Arak wurde 1972 eröffnet, umfasst 232 Hektar und hat eine jährliche Produktionskapazität von 180.000 Tonnen. Produziert werden Barren, Brammen, T-Profile, Gusslegierungen und elektrische Leiter. Im Iran sind 11.000 Produktionsstätten und Werkstätten mit mehr als 250.000 Mitarbeitern in der Aluminiumbranche tätig. Die Produkte der Firma werden nach den internationalen Standards hergestellt, die Mindestreinheit von Aluminium beträgt 99,7 %.
IRALCO ist Mitglied der Londoner Metallbörse und an der Teheraner Börse.